# Hangende zwameter
De hangende zwameter (Hypomyces rosellus) is een schimmel die behoort tot de familie Hypocreaceae. Hij is een biotrofe parasiet die groeit op oude Agaricales en Aphyllophorales.

## Kenmerken
De hangende zwameter is kogel- tot piramidevormig met een papil. Conidia zijn cilindrisch tot ellipsvormig en gelijkzijdig. De ascosporen zijn 1-3 septaat, hyaliene en meten 8-30(-36) × (6-)8-10(-12) µm.

## Verspreiding
De hangende zwameter komt in Nederland vrij algemeen voor. Hij staat niet op de rode lijst en is niet bedreigd.